# إدوارد مارتن (كاتب)
إدوارد مارتن (بالفرنسية: Édouard Martin)‏ هو كاتب مسرحي وكاتب فرنسي، ولد في 1828 في باريس في فرنسا، وتوفي بنفس المكان في 12 يوليو 1866.